# 喜多昭夫
喜多 昭夫（きた あきお、1963年1月10日 -  ）は歌人、俳人、文芸評論家。石川県文芸協会事務局長、石川県歌人協会幹事、つばさ短歌会主宰、「Siste On a Water」発行人。

## 経歴
石川県金沢市生まれ。石川県立金沢泉丘高等学校、金沢大学教育学部卒業、同大学院教育学研究科修士課程修了。1989年より石川県立高等学校教員（国語科）。この間、2003年より4年間、石川県立図書館に勤務。
20代より、短歌、俳句、詩の創作、評論を始める。短歌を春日井建に師事、俳句を小澤實に師事。
1986年、「母性のありか－女流歌人の現在」で第4回現代短歌評論賞受賞。2000年、『銀桃』で第28回泉鏡花記念金沢市民文学賞受賞。2006年、金沢市文化活動賞受賞。歌誌「八雁」および俳誌「澤」に所属。
1989年に刊行された青春歌集の傑作ともいえる第一歌集『青夕焼』では、傷つきやすい青年の苦悩を詠むとともに、本歌取りの手法を取り入れながら、時代の空気を巧みに詠み込んでいった。
金沢学院大学学生歌の作詞も手がけている。

## 著書
- 歌集『青夕焼』　砂子屋書房、1989年
- 歌集『銀桃』　雁書館、2000年
- 歌集『夜店』　雁書館、2003年
- 『逢いにゆく旅 - 建と修司』　ながらみ書房、2005年　ISBN 9784860233426
- 歌集『青霊』　ながらみ書房、2008年　ISBN 9784860235680
- 『うたの源泉 - 詩歌論集』　沖積舎、2010年　ISBN 9784806047469
- 『うたの深淵 - 詩歌論集』　沖積舎、2010年　ISBN 9784806047490
- 歌集『早熟（わせ）みかん』　私家版、2011年
- 句集『花谺』　私家版、2012年
- 詩集『デュナンの休日』　私家版、2013年
- 歌集『君に聞こえないラブソングを僕はいつまでも歌っている』　私家版、2014年
- 歌集『悲しみの捨て方を教える』　私家版、2015年
- 歌集『いとしい一日』　私家版、2017年